# Fritz Heise
Fritz Hermann Heise (* 10. März 1866 in Helmsgrün, Kolmar; † 25. Oktober 1950 in Berlin) war ein deutscher Bergbauingenieur, Hochschullehrer und Bergbaufunktionär.

## Ausbildung und erste Anstellungen
Nach dem Abitur studierte Heise an der Bergakademie Berlin das Bergfach und bestand am 5. August 1889 das Referendar- sowie am 15. Dezember 1893 das Assessorexamen. Während seines Studiums wurde er Mitglied beim Verein Deutscher Studenten Berlin. Anschließend war er als Bergassessor im Oberbergamtsbezirk Halle tätig. Im Jahr 1896 wurde er zum Leiter der Berggewerkschaftlichen Versuchsstrecke in Gelsenkirchen-Schalke berufen, die der Grubensicherheit diente und zur Westfälischen Berggewerkschaftskasse gehörte.

## Weiteres Wirken
1899 wurde Fritz Heise vorübergehend Lehrer und stellvertretender Direktor der Bergschule Bochum, bevor er ein Jahr später als Berginspektor an die Berginspektion Gerhard im Bereich der Bergwerksdirektion Saarbrücken entsandt wurde. Wiederum ein Jahr später wurde er zum Kaiserlichen Bergmeister und Direktor der Bergschule Diedenhofen ernannt, bevor er 1902 zum ordentlichen Professor für Bergbaukunde an der Bergakademie Berlin berufen wurde.
Schließlich wurde er im Jahr 1904 zum Direktor der Bergschule Bochum und Geschäftsführer der Westfälischen Berggewerkschaftskasse ernannt. In den über zweieinhalb Jahrzehnten seines Wirkens hatte er dort wesentlichen Anteil an der Entwicklung der bergmännischen Berufsschulen und der Institute der Westfälischen Berggewerkschaftskasse und war zudem Mitgründer des Bergbaumuseums in Bochum. 1931 trat Fritz Heise in den Ruhestand und ließ sich in Berlin-Nikolassee nieder. Sein Nachfolger in Bochum wurde Friedrich Herbst.
Mit diesem hatte er bereits ein Bergbau-Lehrbuch verfasst, das zuerst 1908 erschien und über Jahrzehnte ein Standardwerk im Kohlenbergbau war. Es erschien in von 1910 bis 1962 in 10 Auflagen im Springerverlag Berlin. Ab der ersten Auflage des ersten Bandes von 1938 trat Carl Hellmut Fritzsche hinzu, der nach dem Tode Herbsts (1937) und Heises das Werk allein weiterführte. Nach Fritzsches Tod 1968 wiederum erschien 1989 eine vollständig neubearbeitete 11. Auflage von Ernst-Ulrich Reuther bei Glückauf in Essen. Die aktuelle 12. Auflage erschien 2010 im VGE-Verlag.

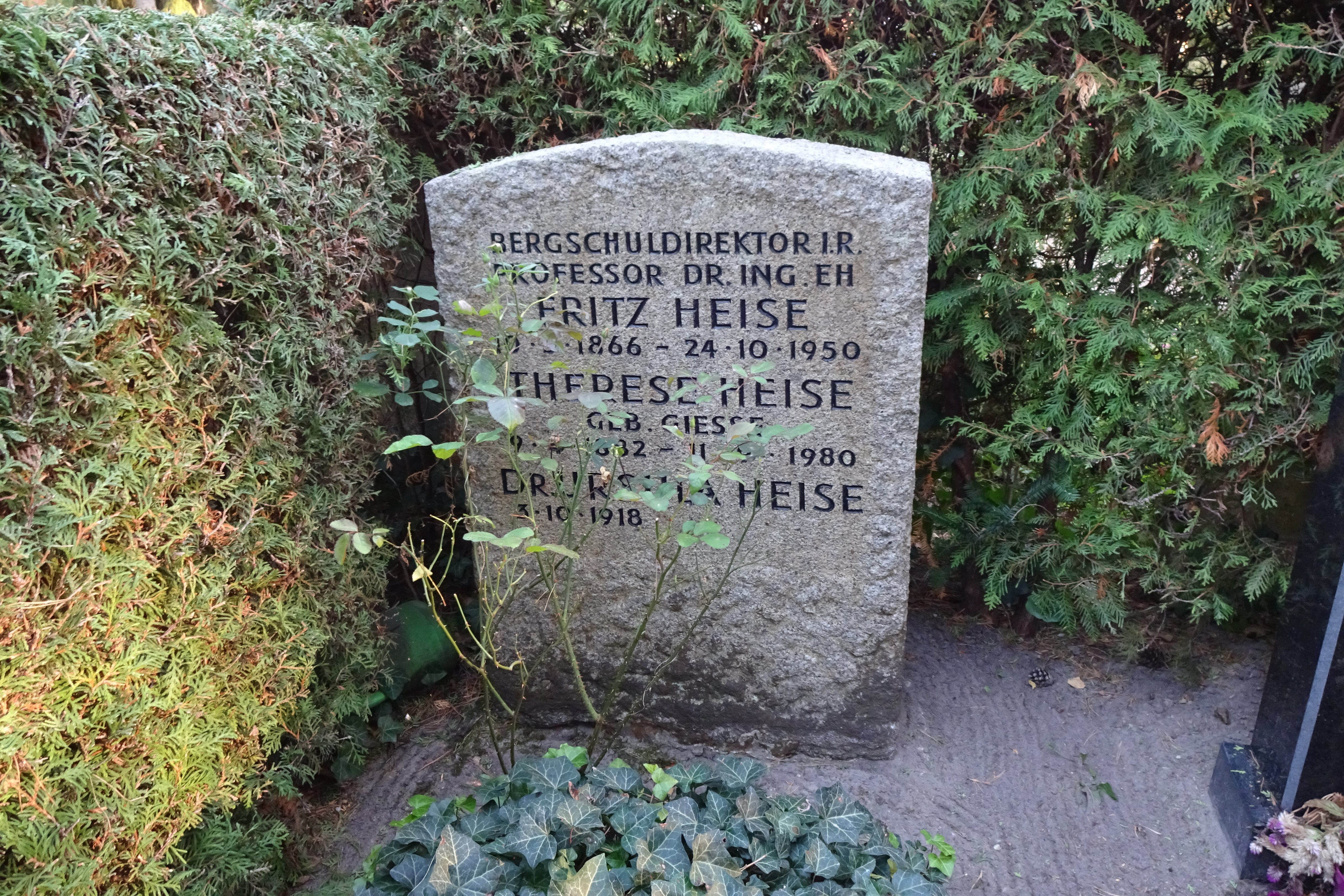
Grabstätte

Fritz Heise starb 1950 im Alter von 84 Jahren in Berlin und wurde auf dem Evangelischen Kirchhof Nikolassee beigesetzt. Das Grab ist erhalten.

## Auszeichnungen
- 1899: Landwehr-Dienstauszeichnung 2. Klasse
- 1907: Südwestafrika-Denkmünze aus Stahl
- 1910: Roter Adlerorden 4. Klasse
- 1918: Verdienstkreuz für Kriegshilfe
- 1921: Dr.-Ing. e. h. der Technischen Universität Berlin.
- 1941: Goethe-Medaille für Kunst und Wissenschaft
- 1941: Mitglied der Leopoldina

## Schriften (Auswahl)
- mit Friedrich Herbst: Lehrbuch der Bergbaukunde m. besonderer Berücksichtigung des Steinkohlenbergbaues, 8. und 9. völlig neubearbeitete Auflage. Springer-Verlag, Berlin/Göttingen/Heidelberg 1958.
- mit Friedrich Herbst: Kurzer Leitfaden der Bergbaukunde, 2. verbesserte Auflage, Verlag Julius Springer, Berlin 1921.
- mit Heinrich Winkelmann: Das geschichtliche Bergbau-Museum Bochum, Bochum 1931.